# Тер'є Совікнес
Тер'є Совікнес (норв. Terje Søviknes) — норвезький політик, бріджист, член Партії прогресу, міністр нафти та енергетики Норвегії (з 2016 року).
Совікнес був першим політиком своєї партії, який став мером норвезького муніципалітету, а саме Осу (Хордаланн) у 1999 році, і одним з найдовших працівників, який зберігав позицію на п'ятьох послідовних виборах до свого призначення урядом 2016 року.

## Раннє життя та освіта
Совікнес народився в Усі, Норвегія, 28 лютого 1969 року. Виріс у Совікнесеті в Люсе-фіорді. З 1985 по 1988 рік навчався гімназії. У 1992 року отримав ступінь з морської інженерії інженерного інституту Бергена, а потім навчався в Норвезькій школі економіки.

## Політична кар'єра
З 1999 по 2001 роки Совікнес був заступником голови партії «Прогрес» разом із Сівою Йенсен, і вважався можливим наступником Карла І. Хагена як голови партії. Проте він став спірною кандидатурою після інциденту на партійному з'їзді в 2001 році, коли він сексуально вчинив зловживання 16-річним сп'янілим членом молодого крила партії «Прогрес». Совікнес зберіг свою посаду мера Осу (з 1999 року) і не втратив місцевої підтримки після інциденту.

### На посаді голови муніципалітету Ос
Після того як він був обраний мером після місцевих виборів 1999 року, підтримка його місцевої партії згодом зросла з 36,6 до 45,7 % (найбільша частка голосів для партії в муніципалітеті на виборах) на місцевих виборах 2003 року. Успіх повторився на місцевих виборах 2007 року, коли його переобрали. Він знову був знову обраний на місцевих виборах 2011 року, але цього разу Совікнес набрав меншу кількість голосів. Це призвело до спекуляцій щодо того, що коаліція інших партій може бути витіснена з влади. Совікнес залишився при владі за підтримки Консервативної партії.
Муніципалітет став розглядався як демонстраційний у партії «Прогрес». Совікнес на своєму першому терміні, як міський голова, добився повного охоплення дитячих садків, почав програму добробуту.
Його успішна кар'єра в якості мера Оса, закріпила за політиком прізвисько «Чарівник ОС» у місцевих засобах масової інформації.

### На посаді міністра нафти та енергетики
20 грудня 2016 року Совікнес був призначений міністром нафти та енергетики в кабінеті Сольберг.